# Gongrospermum
Gongrospermum es un género con una sola especie de plantas de flores perteneciente a la familia Sapindaceae. Es endémico de los bosques de Luzón en Filipinas (Calauan, Laguna).

## Descripción
- Véase la descripción en el artículo dedicado a la única especie del género .

## Especie
- Gongrospermum philippinense Radlk., Philipp. J. Sci., vol. 8:, 3, p. 471, 1913